# إرنست هوارد كروسبي
إرنست هوارد كروسبي هو كاتب وسياسي أمريكي، ولد في 1856 في نيويورك في الولايات المتحدة، وتوفي في 1907. انتخب عضو جمعية ولاية نيويورك ‏.